# Iguana Entertainment
Iguana Entertainment foi uma empresa norte-americana no ramo de distribuição e desenvolvimento de jogos eletrônicos. Foi uma empresa subsidiária da Acclaim Entertainment. A empresa fechou em 2004 junto com a Acclaim Entertainment.